# Гірська річка

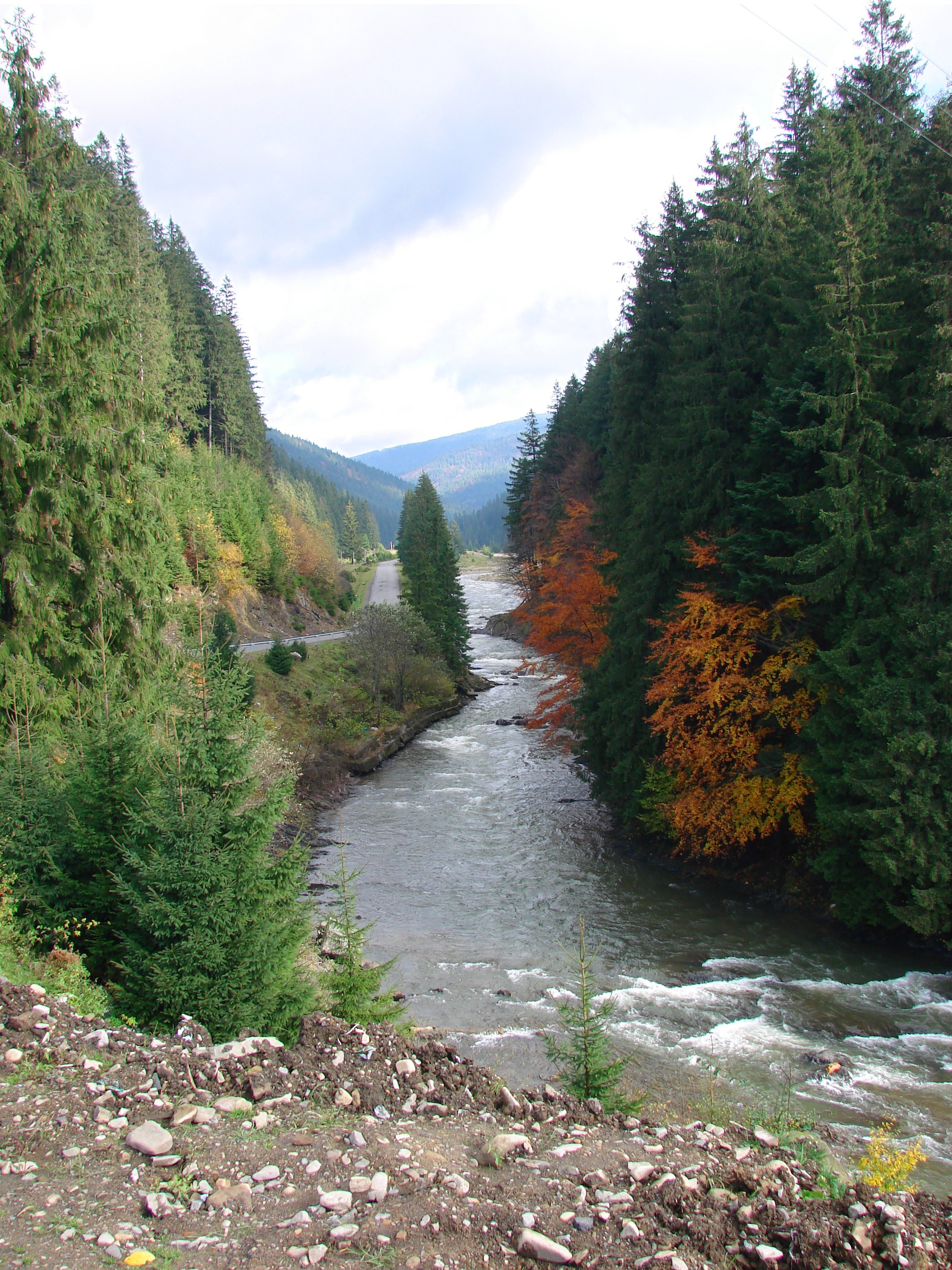
Гірська річка у Карпатах

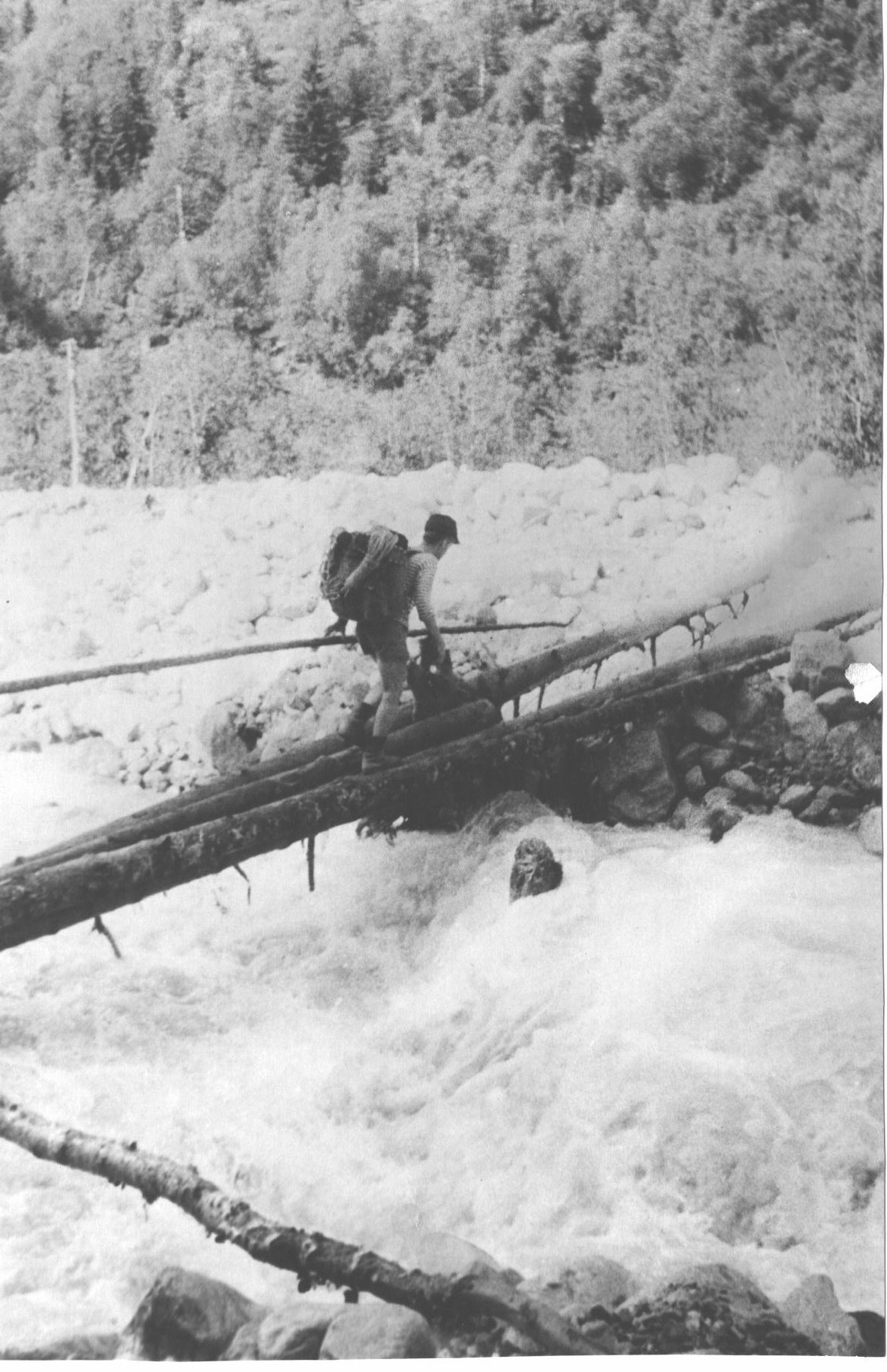
Гірська річка на Кавказі. Переправа по стовбурах дерев.

Гірська́ рі́чка — річка, що протікає переважно в горах, в вузькій, глибокій долині з крутими берегами і кам'янистим руслом, загромадженим уламками гірських порід.
Для гірських річок характерні великі похили і швидкість течії, незначні глибини, часті пороги і водоспади, переважають розмивні процеси. Похили гірських річок становлять 60—80 м/км у верхів'ях та 5—10 м/км у пониззях. Швидкість течії від 1 до 4,5 м/сек і більше. 
На території України налічується понад 29 600 гірських річок, з них в Українських Карпатах — 28 000, загальна довжина яких 55 000 км, у Кримських горах — понад 1600 річок, загальною довжиною близько 6000 км. 
Гірські річки мають значний гідроенергетичний потенціал, в аридних умовах часто використовуються для зрошення.

## Фотографії гірських річок

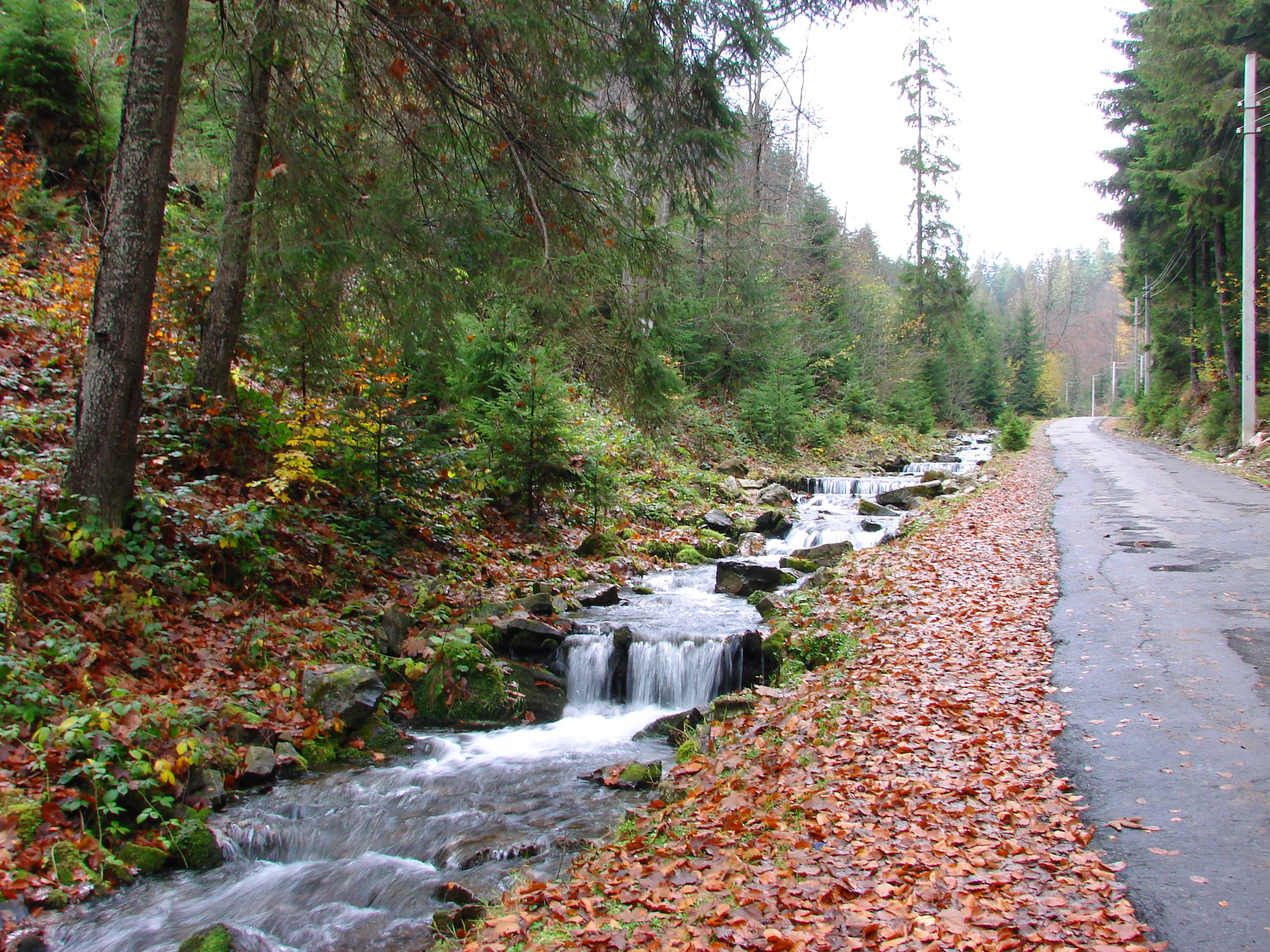
Гірська річка неподалік від витоків
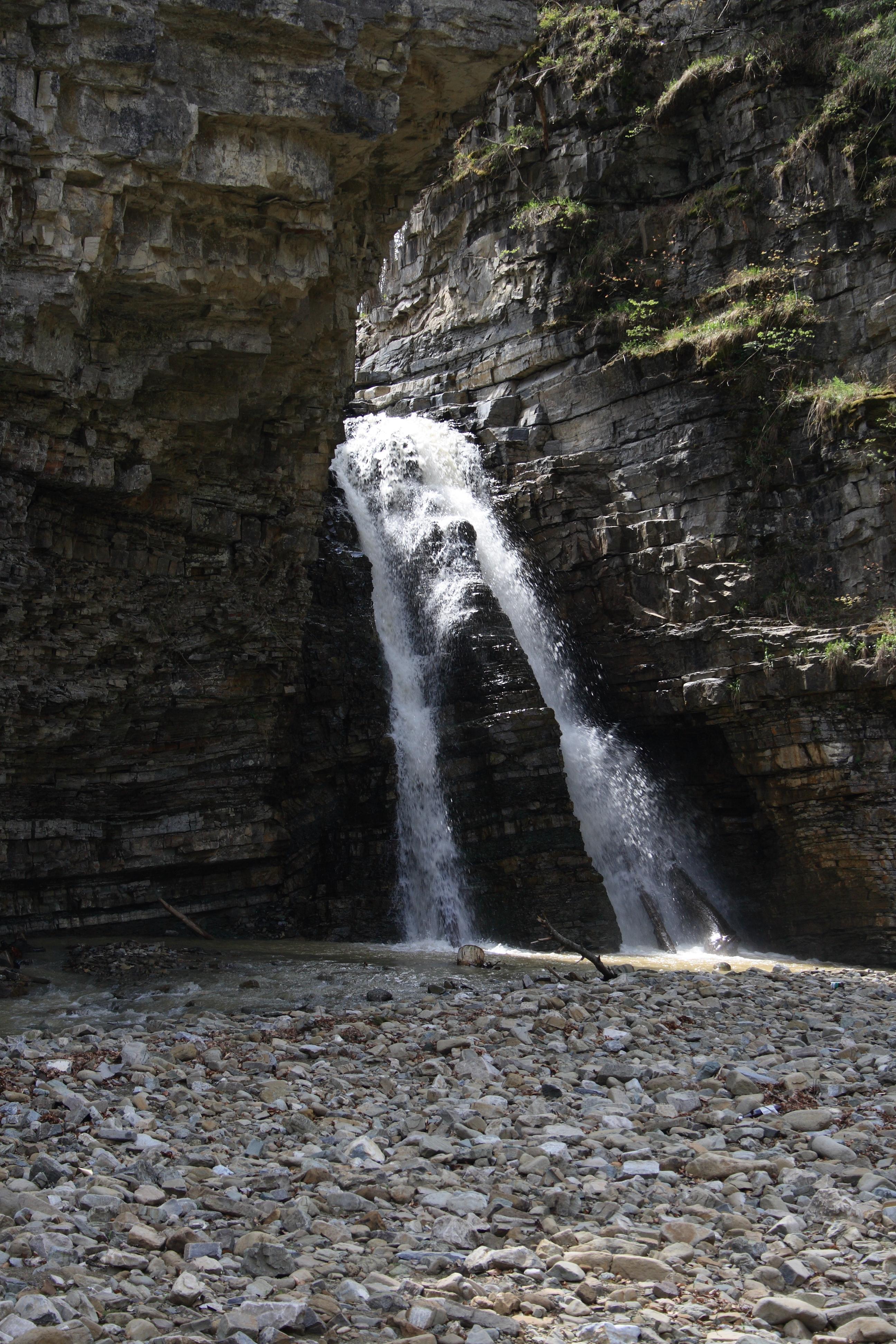
Бухтівецький водоспад
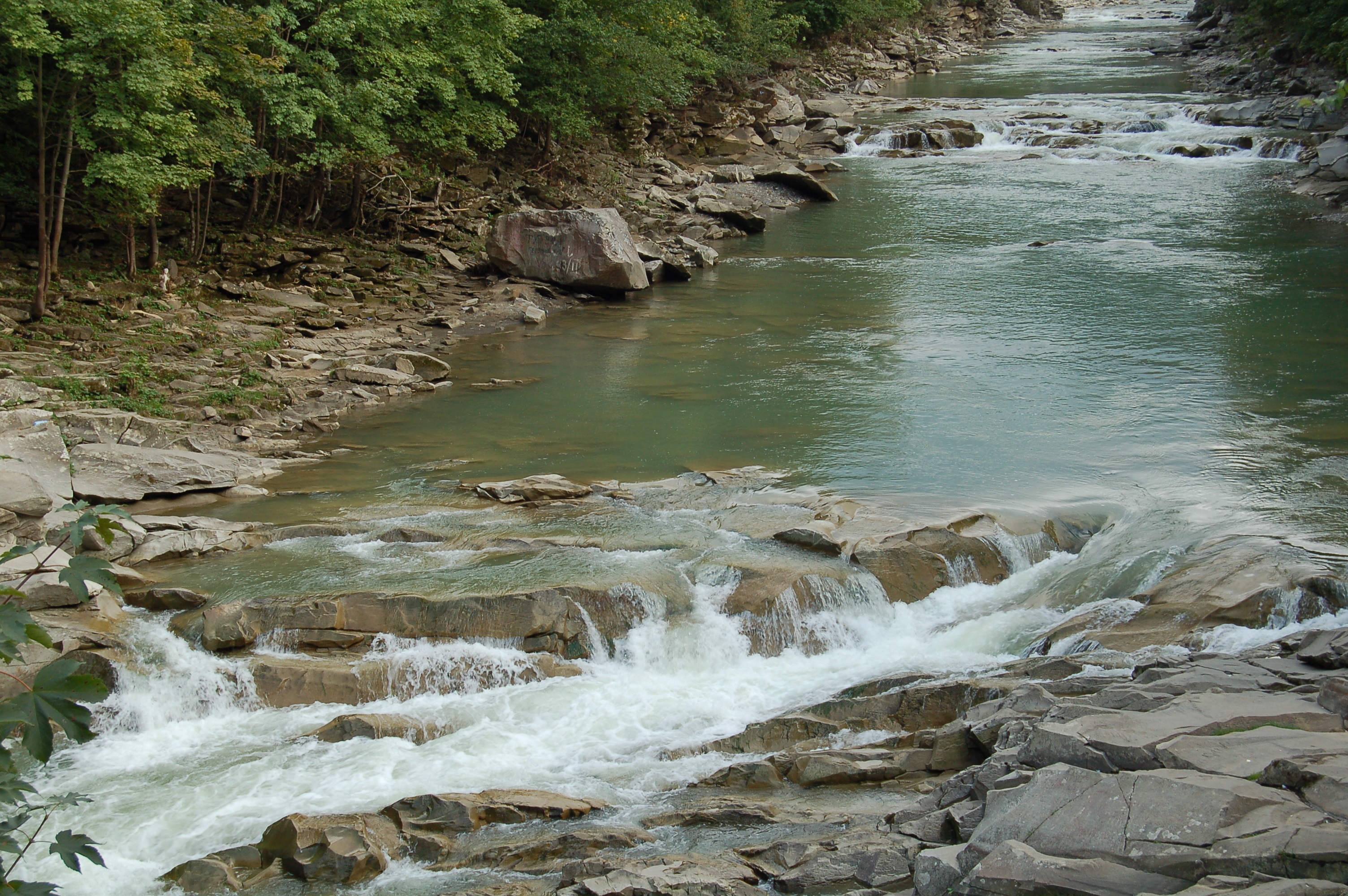
Прут біля Яремча
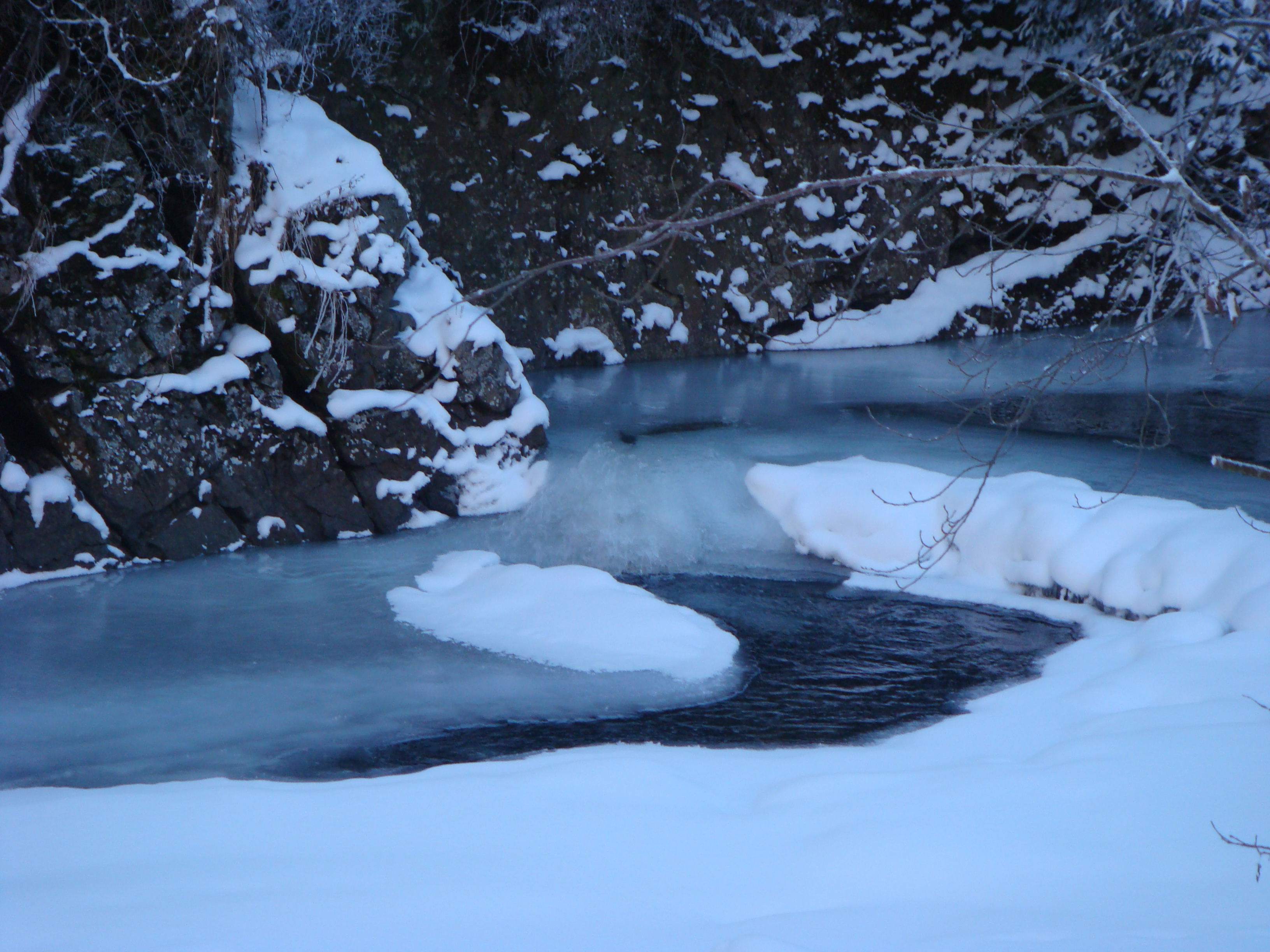
Гірська річка взимку